# テレポートあきた
『テレポートあきた』は、秋田テレビ（AKT）が放送した平日夕方の秋田県向けローカルワイドニュース番組。
放送時期は1978年4月3日から1989年3月31日まで。

## 番組概要
- 当初は全国ニュースである『FNNニュース6:30』はこの後の枠だったが、その後1978年10月2日からは全国ニュース枠が『FNNニュースレポート6:00』の開始に伴い枠を入れ替えた。
- そして1984年10月1日からはフジテレビ系列の18時から全国パートの『FNNスーパータイム』が開始され全国パートとローカルパートを一体化し、FNNの冠をつけてリニューアル。
- 1989年4月3日に『FNNスーパータイムあきた』がはじまるまで放送され、正式タイトルは2回変更された。
- なお、全国ニュースの改題期間中も週末は改題せず『FNNニュースレポート5:30』→『FNNスーパータイム』のままで放送しローカル枠は『AKTニュース・お天気ダイアリー』として放送された。
- テレポートがフジテレビ系列で放送されたのは秋田テレビ（AKT）と福島テレビ（FTVテレポート、当初は「JNNニュースコープ」が全国ニュース）、富山テレビ（中日ニュース テレポートとやま）、テレビ西日本（テレポートTNC）がある。
- 放送開始当時の秋田県内の民放テレビ局は、AKTと同じ秋田魁新報の資本が入るNNNの秋田放送（ABS）のみだったものの、当番組の視聴率は30%越えもあり先発番組の『ワイドレーダーあきた』を1981年に終了に追い込んだ。[要出典]

## 放送時間
| 期間      | 期間      | 放送               | 備考 |
| --------- | --------- | ------------------ | --- |
| 1978.4.3  | 1978.9.29 | 平日 18:00 - 18:25 | 当時の全国ニュースである『FNNニュース6:30』はこの後の枠だった。 |
| 1978.10.2 | 1984.9.28 | 平日 18:30 - 18:55 | 全国ニュース枠が『FNNニュースレポート6:00』の開始に伴い枠を入れ替える。                                                                                                  |
| 1984.10.1 | 1989.3.31 | 平日 18:00 - 18:55 | 全国ニュース枠（フジテレビジョンでは『FNNスーパータイム』）と一体化し1時間枠となる。 天気予報はいずれの時代とも当番組終了後5分枠で「お天気ダイアリー」という別枠で放送。 |

## ニュースキャスター
| 期間      | 期間      | キャスター | キャスター |
| --------- | --------- | ---------- | ---------- |
| 1978.4.3  | 1984.9.28 | 塩田耕一   | 塩田耕一   |
| 1984.10.1 | 1989.3.31 | 塩田耕一   | 渡辺由美子 |

## オープニング
- 1978年4月3日 - 1984年9月28日：縁取りのない番組タイトルロゴが大きく出るもの。

2009年10月の開局40周年特別番組で、このOPとともにテレポートあきた第1回の映像が放送された。
- 1984年10月1日 - 1989年3月31日：『FNNスーパータイム』の地球CGの流用。

スーパータイムの地球CGのオープニングは、1988年4月から新しく作り直した2代目に移行したが、テレポートあきたが終了するまで初代オープニングを継続使用した。なお、オープニングの提供クレジットは、AKTから送出していた。
この頃、冒頭は通常各局ローカルパートの司会者が簡単な挨拶やその日の気候などについて触れ、その後「今日のニュースの主な項目です」と振り、東京から2 - 3項目、続いて各局ローカルパートから2 - 3項目を紹介して、「スーパータイム」のスタジオから全国ニュースという流れであったが、「テレポートあきた」では冒頭から「スーパータイム」のスタジオでの挨拶→全国ニュースから2-3項目のヘッドライン→その後で秋田ローカルパートから2 - 3項目をキャスター（画面左上に「後半、秋田からは」という字幕あり。顔出しなし）が紹介するというものだった。この形式は山陰中央テレビジョン放送「TSKイブニングワイド」でも行われたが、初期は山陰地区で放送がない関東ローカルの項目もそのままネットされてしまった。（中期から山陰ローカルニュースの項目紹介に差し替え。「TSKスーパータイム」は冒頭の司会者挨拶もTSKのローカル版となった）

## 番組タイトルロゴの変遷
タイトルロゴは一切変更されなかったが、後番組の「スーパータイムあきた」では「あきた」の部分だけ流用し、使い続けられた。
| 期間      | 期間      | 番組タイトル        |
| --------- | --------- | ------------------- |
| 1978.4.3  | 1984.9.28 | AKTテレポートあきた |
| 1984.10.1 | 1989.3.31 | FNNテレポートあきた |